# Dirksia pyrenaea
Dirksia pyrenaea är en spindelart som först beskrevs av Simon 1898.  Dirksia pyrenaea ingår i släktet Dirksia och familjen panflöjtsspindlar.
Artens utbredningsområde är Frankrike. Inga underarter finns listade i Catalogue of Life.